# 方块编码
方块编码（英語：Block Truncation Coding，縮寫：BTC）是一种用于灰度图像的有损数据压缩算法。这种算法将图像分为以方块为单位，在每一方块中，在保持原有平均数和标准方差（即保持二阶矩）的同时，减少灰度等级，以达到压缩目的。有认为方块编码是纹理压缩算法DXTC的前身；但在DXTC出现之前很久，彩色图像的压缩已就引入方块编码，即色彩单元压缩。 方块编码也采用于視訊壓縮中。
方块编码由普渡大學的米歇尔和德尔普两位教授首先提出。如果以4x4的方块为基本单位，用8比特的整型来传输或存储，这种算法可以达到4：1的压缩比率。如果用更大尺寸的方块，可以达到更大的压缩比率，但图像品质也会相应地降低。
这种算法也用于了火星探路者的图像压缩。

## 压缩过程
图像划分成4x4的方块，对于每个方块，计算其平均数和标准方差。这两个值将用来决定解压缩时相应的方块所拥有的像素值。之后，根据平均数将这个方块中的像素分为两个灰度等级：
{\displaystyle y(i,j)={\begin{cases}1,&x(i,j)>{\bar {x}}\\0,&x(i,j)\leq {\bar {x}}\end{cases}}}
这里的{\displaystyle x(i,j)}是原图像中的像素值， {\displaystyle y(i,j)}是压缩后的像素值。如果原像素值大于平均值，压缩后其值为1，否则为0。像素值如果等于平均值，其值可以为1，也可以为0，取决于具体实现的设置。每个像素压缩之后只需要一个比特，每一方块将需要16个比特来存储像素值。
然后根据平均值和标准方差，计算出a和b两个值，这两个值和16比特的像素值一起得以存储。计算公式为：
{\displaystyle a={\bar {x}}-\sigma {\sqrt {\cfrac {q}{m-q}}}}
{\displaystyle b={\bar {x}}+\sigma {\sqrt {\cfrac {m-q}{q}}}}
其中{\displaystyle \sigma }为标准方差, ({\displaystyle {\bar {x}}})为平均值，m为方块中的总像素值，q为原图像中值大于平均值的像素个数。解压缩过程中，值为0的像素赋值为a，为1的赋值为b。
{\displaystyle x(i,j)={\begin{cases}a,&y(i,j)=0\\b,&y(i,j)=1\end{cases}}}
压缩的计算量要远大于解压缩的。解压缩时，只要将值0替换成a，值1替换成b。而压缩时，需要计算平均值，标准方差和用于解压缩的两个值。